# 비우브시

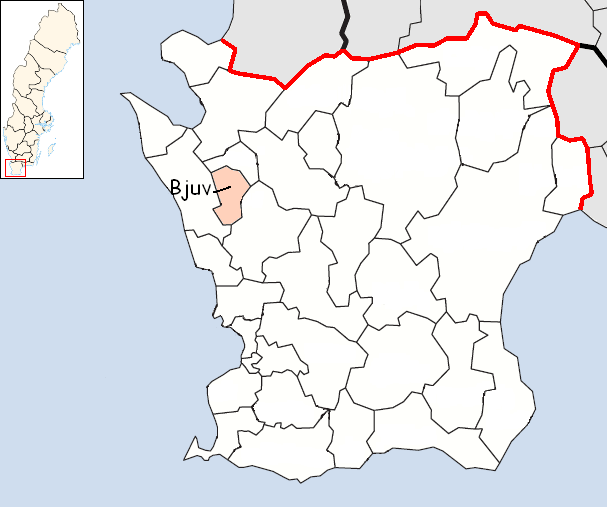
비우브 시의 위치

비우브시(스웨덴어: Bjuvs kommun)는 스웨덴 스코네주에 위치한 지방 자치체로 행정 중심지는 비우브이며 면적은 115.75km2, 인구는 15,202명(2016년 12월 31일 기준), 인구 밀도는 130명/km2이다.

시 문장